# Zwierzynek (województwo pomorskie)
Zwierzynek – osada kociewska w Polsce położona w województwie pomorskim, w powiecie tczewskim, w gminie Tczew przy trasie linii kolejowej Tczew-Chojnice-Piła i nad rzeką Szpęgawą.
W latach 1975–1998 miejscowość administracyjnie należała do województwa gdańskiego.
Inne miejscowości o nazwie Zwierzynek: Zwierzynek